# Berliner Landespokal 2015/16
Der Berliner Pilsner-Pokal 2015/16 war die 90. Austragung des Berliner Landespokals der Männer im Amateurfußball, der vom Berliner Fußball-Verband durchgeführt wurde. Der BFC Preussen aus der Berlin-Liga setzte sich, am 28. Mai 2016, im Finale gegen Lichtenberg 47 mit 1:0 durch und wurde nach 1981, zum vierten Mal, Landespokalsieger. Durch diesen Sieg qualifizierte sich der BFC Preussen für den DFB-Pokal 2016/17.
Das Endspiel fand erstmals, im Rahmen des Finaltages der Amateure, am 28. Mai 2016 im Berliner Friedrich-Ludwig-Jahn-Sportpark statt.

## Kalender
Die Spiele des diesjährigen Berliner Landespokal wurden an folgenden Terminen ausgetragen:
| Runde               | Datum                   | Spiele | Vereine   |
| ------------------- | ----------------------- | ------ | --------- |
| Qualifikationsrunde | 15. – 16. August 2015   | 50     | 178 → 128 |
| 1. Hauptrunde       | 5. – 8. September 2015  | 64     | 128 → 640 |
| 2. Hauptrunde       | 9. – 11. Oktober 2015   | 32     | 64 → 32   |
| 3. Hauptrunde       | 14. – 15. November 2015 | 16     | 32 → 16   |
| Achtelfinale        | 6. – 17. Februar 2016   | 8      | 16 → 80   |
| Viertelfinale       | 9. März 2016            | 4      | 8 → 4     |
| Halbfinale          | 26. – 28. März 2016     | 2      | 4 → 2     |
| Finale              | 28. Mai 2016            | 1      | 2 → 1     |

## Teilnehmende Mannschaften
Am Berliner Landespokal 2015/16 nahmen bis auf FC Phönix 56 / Ayyildiz und dem SC Capri (beide Kreisliga C) alle weiteren 178 Berliner 1. Herrenmannschaften von der Regionalliga Nordost bis zur Kreisliga C sowie der Pokalsieger der Freizeitliga teil.
Die Mannschaften gliederten sich für den Berliner Landespokal wie folgt nach Ligaebene auf (In Klammern ist die Ligaebene angegeben, in der der Verein spielt):
| Regionalliga Nordost Berliner Vertreter der Saison 2015/16 | Oberliga Nordost Berliner Vertreter der Saison 2015/16                                                                       | Berlin-Liga 17 Vertreter der Saison 2015/16 | Landesliga 1. Abteilung 16 Vertreter der Saison 2015/16 | Landesliga 2. Abteilung 12 Vertreter der Saison 2015/16 |
| - BFC Dynamo (RL) - Berliner AK 07 (RL) - FC Viktoria 1889 Berlin (RL) | - SV Lichtenberg 47 (OL) - Hertha 03 Zehlendorf (OL) - BSV Hürtürkel (OL) - Tennis Borussia Berlin (OL) - CFC Hertha 06 (OL) | - Tasmania Berlin (VL) - Eintracht Mahlsdorf (VL) - VSG Altglienicke (VL) - SFC Stern 1900 (VL) - Nordberliner SC (VL) - SV Empor Berlin (VL) - SC Staaken (VL) - TSV Rudow (VL) - Berliner Sport-Club (VL) - VfB Hermsdorf (VL) - 1. FC Wilmersdorf (VL) - Köpenicker SC (VL) - BFC Preussen (VL) - SD Croatia Berlin (VL) - Füchse Berlin Reinickendorf (VL) - SC Charlottenburg (VL) - BSV Al-Dersimspor (VL) | - FC Internationale Berlin (LL) - SC Gatow (LL) - FC Stern Marienfelde (LL) - Friedenauer TSC (LL) - TuS Makkabi Berlin (LL) - Fortuna Biesdorf (LL) - Blau-Weiß Hohen Neuendorf (LL) - FSV Spandauer Kickers (LL) - Mariendorfer SV 06 (LL) - 1. FC Lübars (LL) - Concordia Wittenau (LL) - Blau-Weiß Berolina Mitte (LL) - Concordia Britz (LL) - 1. FC Neukölln (LL) - DJK Schwarz-Weiß Neukölln (LL) - FC Concordia Wilhelmsruh (LL) | - SV Sparta Lichtenberg (LL) - Sportfreunde Johannisthal (LL) - Berolina Stralau (LL) - SSC Teutonia 99 (LL) - Adlershofer BC (LL) - Blau-Weiß 90 Berlin (LL) - SSC Südwest 1947 (LL) - SC Union 06 Berlin (LL) - Türkiyemspor Berlin (LL) - FK Srbija Berlin (LL) - 1. FC Schöneberg (LL) - BSC Rehberge 1945 (LL) |
| Bezirksliga Saison 2015/16 | Kreisliga A Saison 2015/16                                                                                                   | Kreisliga B Saison 2015/16 | Kreisliga C Saison 2015/16 | Freizeitliga Pokalsieger der Saison 2014/15 |
| 37 Vertreter der drei Abteilungen (BL) | 36 Vertreter der vier Abteilungen (KLA)                                                                                      | 39 Vertreter der sechs Abteilungen (KLB) | 12 Vertreter der vier Abteilung (KLC) | British Lions FC (FZL) |
| Ligaebene in Klammern: • RL = Regionalliga • OL = Oberliga • VL = Verbandsliga (Berlin-Liga) • LL = Landesliga • BL = Bezirksliga • KLA = Kreisliga A • KLB = Kreisliga B • KLC = Kreisliga C • FZL = Freizeitliga | | | | |

## Spielmodus
Der Berliner Landespokal 2015/16 wurde im K.-o.-System ausgetragen. Es wurde zunächst versucht, in 90 Minuten einen Gewinner auszuspielen. Stand es danach unentschieden, kam es wie in anderen Pokalwettbewerben zu einer Verlängerung von 2 × 15 Minuten. War danach immer noch keine Entscheidung gefallen, wurde der Sieger im Elfmeterschießen nach dem bekannten Muster ermittelt.

## Turnierbaum
|  | Achtelfinale | Achtelfinale              | Achtelfinale       |                      |                    | Viertelfinale | Viertelfinale | Viertelfinale |  |  | Halbfinale | Halbfinale | Halbfinale |  |  | Finale | Finale | Finale |
|  |              |                           |                    |                      |                    |               |               |               |  |  |            |            |            |  |  |        |        |        |
|  | VL           | VSG Altglienicke          | 4                  |                      |                    |               |               |               |  |  |            |            |            |  |  |        |        |        |
|  | RL           | FC Viktoria 1889 Berlin   | 2                  |                      |                    |               |               |               |  |  |            |            |            |  |  |        |        |        |
|  | RL           | FC Viktoria 1889 Berlin   | 2                  | VL                   | VSG Altglienicke   | 0             |               |               |  |  |            |            |            |  |  |        |        |        |
|  |              |                           |                    | VL                   | VSG Altglienicke   | 0             |               |               |  |  |            |            |            |  |  |        |        |        |
|  |              |                           | OL                 | SV Lichtenberg 47    | 1                  |               |               |               |  |  |            |            |            |  |  |        |        |        |
|  | OL           | SV Lichtenberg 47         | OL                 | SV Lichtenberg 47    | 1                  | 4             |               |               |  |  |            |            |            |  |  |        |        |        |
|  | OL           | SV Lichtenberg 47         |                    |                      |                    | 4             |               |               |  |  |            |            |            |  |  |        |        |        |
|  | LL           | SV Sparta Lichtenberg     | 1                  |                      |                    |               |               |               |  |  |            |            |            |  |  |        |        |        |
|  | LL           | SV Sparta Lichtenberg     | 1                  | OL                   | SV Lichtenberg 47  | 2             |               |               |  |  |            |            |            |  |  |        |        |        |
|  |              |                           |                    | OL                   | SV Lichtenberg 47  | 2             |               |               |  |  |            |            |            |  |  |        |        |        |
|  |              | LL                        | TuS Makkabi Berlin | 1                    |                    |               |               |               |  |  |            |            |            |  |  |        |        |        |
|  | LL           | LL                        | TuS Makkabi Berlin | 1                    | TuS Makkabi Berlin | 3             |               |               |  |  |            |            |            |  |  |        |        |        |
|  | LL           |                           |                    |                      | TuS Makkabi Berlin | 3             |               |               |  |  |            |            |            |  |  |        |        |        |
|  | LL           | DJK Schwarz-Weiß Neukölln | 2                  |                      |                    |               |               |               |  |  |            |            |            |  |  |        |        |        |
|  | LL           | DJK Schwarz-Weiß Neukölln | 2                  | LL                   | TuS Makkabi Berlin | 3             |               |               |  |  |            |            |            |  |  |        |        |        |
|  |              |                           |                    | LL                   | TuS Makkabi Berlin | 3             |               |               |  |  |            |            |            |  |  |        |        |        |
|  |              |                           | LL                 | Mariendorfer SV 06   | 2                  |               |               |               |  |  |            |            |            |  |  |        |        |        |
|  | LL           | Mariendorfer SV 06 a      | LL                 | Mariendorfer SV 06   | 2                  | 2             |               |               |  |  |            |            |            |  |  |        |        |        |
|  | LL           | Mariendorfer SV 06 a      |                    |                      |                    |               |               |               |  |  |            |            |            |  |  |        |        |        |
|  | VL           | Berliner Sport-Club       | 2                  |                      |                    |               |               |               |  |  |            |            |            |  |  |        |        |        |
|  | VL           | Berliner Sport-Club       | 2                  | OL                   | SV Lichtenberg 47  | 0             |               |               |  |  |            |            |            |  |  |        |        |        |
|  |              |                           |                    |                      |                    |               |               |               |  |  |            |            |            |  |  |        |        |        |
|  |              | VL                        | BFC Preussen       | 1                    |                    |               |               |               |  |  |            |            |            |  |  |        |        |        |
|  | VL           | VL                        | BFC Preussen       | 1                    | BFC Preussen       | 3             |               |               |  |  |            |            |            |  |  |        |        |        |
|  | VL           |                           |                    |                      | BFC Preussen       | 3             |               |               |  |  |            |            |            |  |  |        |        |        |
|  | LL           | FC Stern Marienfelde      | 1                  |                      |                    |               |               |               |  |  |            |            |            |  |  |        |        |        |
|  | LL           | FC Stern Marienfelde      | 1                  | VL                   | BFC Preussen b     | 1             |               |               |  |  |            |            |            |  |  |        |        |        |
|  |              |                           |                    | VL                   | BFC Preussen b     | 1             |               |               |  |  |            |            |            |  |  |        |        |        |
|  |              |                           | OL                 | Hertha 03 Zehlendorf | 1                  |               |               |               |  |  |            |            |            |  |  |        |        |        |
|  | OL           | Hertha 03 Zehlendorf      | OL                 | Hertha 03 Zehlendorf | 1                  | 1             |               |               |  |  |            |            |            |  |  |        |        |        |
|  | OL           | Hertha 03 Zehlendorf      |                    |                      |                    | 1             |               |               |  |  |            |            |            |  |  |        |        |        |
|  | RL           | Berliner AK 07            | 0                  |                      |                    |               |               |               |  |  |            |            |            |  |  |        |        |        |
|  | RL           | Berliner AK 07            | 0                  | VL                   | BFC Preussen       | 3             |               |               |  |  |            |            |            |  |  |        |        |        |
|  |              |                           |                    | VL                   | BFC Preussen       | 3             |               |               |  |  |            |            |            |  |  |        |        |        |
|  |              | VL                        | SC Staaken         | 2                    |                    |               |               |               |  |  |            |            |            |  |  |        |        |        |
|  | VL           | VL                        | SC Staaken         | 2                    | SC Staaken         | 4             |               |               |  |  |            |            |            |  |  |        |        |        |
|  | VL           |                           |                    |                      |                    |               |               |               |  |  |            |            |            |  |  |        |        |        |
|  | LL           | Blau-Weiß 90 Berlin       | 2                  |                      |                    |               |               |               |  |  |            |            |            |  |  |        |        |        |
|  | LL           | Blau-Weiß 90 Berlin       | 2                  | VL                   | SC Staaken c       | 0             |               |               |  |  |            |            |            |  |  |        |        |        |
|  |              |                           |                    | VL                   | SC Staaken c       | 0             |               |               |  |  |            |            |            |  |  |        |        |        |
|  |              |                           | RL                 | BFC Dynamo           | 0                  |               |               |               |  |  |            |            |            |  |  |        |        |        |
|  | RL           | BFC Dynamo                | RL                 | BFC Dynamo           | 0                  | 5             |               |               |  |  |            |            |            |  |  |        |        |        |
|  | RL           | BFC Dynamo                |                    |                      |                    |               |               |               |  |  |            |            |            |  |  |        |        |        |
|  | BL           | FC Spandau 06             | 0                  |                      |                    |               |               |               |  |  |            |            |            |  |  |        |        |        |

## Ergebnisse

### Qualifikationsrunde
An der Qualifikationsrunde nahmen 102 Mannschaften von der Bezirksliga (ab Platz 12 der Vorsaison) bis zur Kreisliga C sowie der Pokalsieger der Freizeitliga teil.
| Datum                 |                                        | Ergebnis              |                                     |
| --------------------- | -------------------------------------- | --------------------- | ----------------------------------- |
| Sa 15.08., 14:00 Uhr  | Blau-Weiß Friedrichshain (KLA)         | 1:2 n. V.             | FC Kreuzberg (KLB)                  |
| Sa 15.08., 14:00 Uhr  | Friedrichshagener SV (KLA)             | 5:3                   | SC Union Südost (KLA)               |
| Sa 15.08., 14:00 Uhr  | SV Berliner VG 49 (KLA)                | 3:0                   | BFC Alemannia 90 (KLA)              |
| Sa 15.08., 14:45 Uhr  | SG Rotation Prenzlauer Berg (KLA)      | 15:10                 | HFC Schwarz-Weiß (KLC)              |
| Sa 15.08., 15:00 Uhr  | 1. FC Wacker Lankwitz (KLA)            | 4:1                   | British Lions FC (FZL) 1            |
| Sa 15..08., 16:00 Uhr | Victoria Friedrichshain (KLA)          | 4:4 n. V. (3:1 i. E.) | SV Süden 09 (KLB)                   |
| So 16.08., 10:30 Uhr  | SV Deportivo Latino (KLB)              | 1:4                   | Sportfreunde Kladow (BL)            |
| So 16.08., 10:30 Uhr  | Sportfreunde Berlin 06 (KLB)           | 0:3                   | Borussia Pankow (KLA)               |
| So 16.08., 10:45 Uhr  | Lichtenrader BC 25 (KLA)               | 5:0                   | SC Schmargendorf 09 (KLB)           |
| So 16.08., 11:00 Uhr  | SV Hürriyet Burgund (KLA)              | 4:1                   | FC Arminia Heiligensee (KLA)        |
| So 16.08., 11:00 Uhr  | FSV Fortuna Pankow (BL)                | 10:10                 | SG Nordring 1949 (KLB)              |
| So 16.08., 11:00 Uhr  | SC Lankwitz (KLB)                      | 3:2                   | SV Berliner Brauereien (KLA)        |
| So 16.08., 11:15 Uhr  | Schwarz-Weiß Spandau (BL)              | 14:00                 | Empor Hohenschönhausen (KLB)        |
| So 16.08., 12:00 Uhr  | 1. FFV Spandau (KLC)                   | 1:3                   | VfB Sperber Neukölln (KLB)          |
| So 16.08., 12:30 Uhr  | WFC Corso 99/Vineta (KLB)              | 2:1                   | TSV Eiche Köpenick (KLB)            |
| So 16.08., 12:30 Uhr  | ESV Lok Schöneweide (KLC)              | 4:1                   | ASV Berlin (KLB)                    |
| So 16.08., 12:30 Uhr  | Grün Weiss Baumschulenweg (KLB)        | 1:4                   | FCK Frohnau (KLB)                   |
| So 16.08., 12:45 Uhr  | 1. FC Berlin 06 (KLB)                  | 00:6 2                | Spandauer FC Veritas (BL)           |
| So 16.08., 13:00 Uhr  | BFC Meteor 06 (BL)                     | 12:00                 | Blau-Weiß Buch (KLC)                |
| So 16.08., 13:30 Uhr  | SV Norden-Nordwest (KLA)               | 0:2                   | NSF Gropiusstadt (KLA)              |
| So 16.08., 14:00 Uhr  | SV Bau-Union Berlin (KLB)              | 3:5                   | Steglitz GB (KLB)                   |
| So 16.08., 14:00 Uhr  | NSC Marathon 02 (KLB)                  | 1:4 n. V.             | Cimbria Trabzonspor Berlin (KLB)    |
| So 16.08., 14:00 Uhr  | BSC Marzahn (KLB)                      | 3:3 n. V. (4:3 i. E.) | Traber FC Mariendorf (KLA)          |
| So 16.08., 14:00 Uhr  | FV Wannsee (KLA)                       | 0:2                   | CSV Olympia 1897 (KLB)              |
| So 16.08., 14:00 Uhr  | FC Al-Kauthar (KLB)                    | 2:4                   | Wartenberger SV (BL)                |
| So 16.08., 14:00 Uhr  | Minerva 93 Berlin (KLB)                | 1:2                   | Kickers Hirschgarten (KLB)          |
| So 16.08., 14:00 Uhr  | SV Nord Wedding (KLB)                  | 00:13                 | SF Charlottenburg-Wilmersdorf (KLA) |
| So 16.08., 14:00 Uhr  | SC Borussia 1920 Friedrichsfelde (KLB) | 4:1                   | DJK Roland-Borsigwalde (KLC)        |
| So 16.08., 14:00 Uhr  | MSV Normannia 08 (KLA)                 | 2:3                   | FC Treptow (KLA)                    |
| So 16.08., 14:00 Uhr  | SG Eichkamp-Rupenhorn (KLB)            | 2:2 n. V. (3:1 i. E.) | FC Grunewald (KLA)                  |
| So 16.08., 14:00 Uhr  | SV Berlin-Chemie Adlershof (KLA)       | 2:0                   | VSG Rahnsdorf (KLB)                 |
| So 16.08., 14:00 Uhr  | Alemannia 06 Haselhorst (KLB)          | 06:0 3                | SV Pfefferwerk (KLC)                |
| So 16.08., 14:00 Uhr  | VfB Einheit zu Pankow (KLA)            | 5:1                   | SSG Humboldt zu Berlin (KLB)        |
| So 16.08., 14:00 Uhr  | BSC Kickers 1900 (KLA)                 | 3:3 n. V. (2:3 i. E.) | SV Buchholz (BL)                    |
| So 16.08., 14:00 Uhr  | SV Askania Coepenick (KLA)             | 1:0                   | 1. FC Marzahn (KLA)                 |
| So 16.08., 14:00 Uhr  | 1. FC Afrisko (KLB)                    | 1:1 n. V. (4:2 i. E.) | SV Schmöckwitz-Eichwalde (KLA)      |
| So 16.08., 14:00 Uhr  | BSV Heinersdorf (KLA)                  | 1:3                   | BSV Grün-Weiss Neukölln (BL)        |
| So 16.08., 14:00 Uhr  | RFC Liberta (KLB)                      | 1:3                   | SSV Köpenick-Oberspree (KLA)        |
| So 16.08., 14:00 Uhr  | BFC Tur Abdin (BL)                     | 9:0                   | SC Berliner Amateure (KLA)          |
| So 16.08., 14:15 Uhr  | BSV Oranke (KLB)                       | 4:3                   | SC Siemensstadt (KLC)               |
| So 16.08., 14:15 Uhr  | Berliner SV 1892 (KLA)                 | 4:1                   | SV Karow 96 (BL)                    |
| So 16.08., 14:15 Uhr  | SC Borsigwalde 1910 (BL)               | 17:00                 | SC Kickers Berlin 08 (KLC)          |
| So 16.08., 14:30 Uhr  | KSF Anadolu-Umutspor (KLA)             | 12:10                 | FC Hellas (KLB)                     |
| So 16.08., 14:30 Uhr  | SV Rot-Weiß Viktoria Mitte (KLB)       | 02:10                 | BFC Südring (KLA)                   |
| So 16.08., 14:30 Uhr  | SV Treptow 46 (KLC)                    | 1:5                   | Rot-Weiß Hellersdorf (KLB)          |
| So 16.08., 14:30 Uhr  | SpVgg Tiergarten (BL)                  | 3:0                   | SV Müggelpark Gosen (KLB)           |
| So 16.08., 15:00 Uhr  | SpVgg Hellas-Nordwest 04 (BL)          | 11:10                 | Blau-Weiß Hohenschönhausen (KLC)    |
| So 16.08., 15:30 Uhr  | Rixdorfer SV (KLA)                     | 06:0 4                | 1. FC Besiktas Berlin (KLC)         |
| So 16.08., 16:00 Uhr  | Polar Pinguin (KLC)                    | 6:2                   | SG Prenzlauer Berg (KLB)            |
| So 16.08., 16:00 Uhr  | Besiktas JK Berlin (KLA)               | 6:0                   | BFC Germania 1888 (KLB)             |
| 0                     | SFC Friedrichshain (KLA)               | kampflos 5            |                                     |
| 0                     |                                        | kampflos 6            | FSV Hansa 07 Berlin (BL)            |

### 1. Hauptrunde
An der 1. Hauptrunde nahmen 128 Mannschaften teil, die sich aus den Siegern der Qualifikationsrunde und den restlichen Vertretungen von der Regionalliga bis zur Bezirksliga zusammensetzten.
Die Auslosung wurde am 21. August 2015 vorgenommen.
| Datum                 |                                     | Ergebnis              |                                        |
| --------------------- | ----------------------------------- | --------------------- | -------------------------------------- |
| Sa 05.09., 13:30 Uhr  | FC Viktoria 1889 Berlin (RL)        | 11:00                 | Rot-Weiß Hellersdorf (KLB)             |
| Sa 05.09., 14:00 Uhr  | Blau-Weiß Mahlsdorf/Waldesruh (BL)  | 06:0 7                | SpVgg Hellas-Nordwest 04 (BL)          |
| Sa 05.09., 14:00 Uhr  | Weißenseer FC (BL)                  | 2:4                   | FC Stern Marienfelde (LL)              |
| Sa 05.09., 14:00 Uhr  | Friedrichshagener SV (KLA)          | 9:0                   | SV Berlin-Chemie Adlershof (KLA)       |
| Sa 05.09., 14:00 Uhr  | FC Internationale Berlin (LL)       | 6:3 n. V.             | CSV Olympia 1897 (KLB)                 |
| Sa 05.09., 15:45 Uhr  | Tennis Borussia Berlin (OL)         | 18:00                 | BSC Marzahn (KLB)                      |
| Sa 05.09., 15:45 Uhr  | Borussia Pankow (KLA)               | 4:3                   | BSV Oranke (KLB)                       |
| So 06.09., 10:45 Uhr  | Lichtenrader BC 25 (KLA)            | 1:0                   | Besiktas JK Berlin (KLA)               |
| So 06.09., 10:45 Uhr  | SV Adler Berlin (BL)                | 3:3 n. V. (3:4 i. E.) | SV Hürriyet Burgund (KLA)              |
| So 06.09., 11:00 Uhr  | SC Lankwitz (KLB)                   | 1:7                   | SSC Teutonia 99 (LL)                   |
| So 06.09., 11:00 Uhr  | SG Eichkamp-Rupenhorn (KLB)         | 0:6                   | BSC Eintracht/Südring 1931 (BL)        |
| So 06.09., 11:00 Uhr  | VfB Sperber Neukölln (KLB)          | 6:3 n. V.             | SV Askania Coepenick (KLA)             |
| So 06.09., 11:00 Uhr  | DJK Schwarz-Weiß Neukölln (LL)      | 4:1                   | Türkiyemspor Berlin (LL)               |
| So 06.09., 12:00 Uhr  | Köpenicker SC (VL)                  | 0:1                   | NFC Rot-Weiß Berlin (BL)               |
| So 06.09., 12:00 Uhr  | TuS Makkabi Berlin (LL)             | 8:0                   | Steglitz GB (KLB)                      |
| So 06.09., 12:00 Uhr  | BFC Preussen (VL)                   | 4:1                   | 1. FC Schöneberg (LL)                  |
| So 06.09., 12:00 Uhr  | FCK Frohnau (KLB)                   | 0:2                   | FSV Hansa 07 Berlin (BL)               |
| So 06.09., 12:00 Uhr  | Concordia Wittenau (LL)             | 8:2                   | BSC Rehberge 1945 (LL)                 |
| So 06.09., 12:00 Uhr  | Hilalspor Berlin (BL)               | 3:1                   | Alemannia 06 Haselhorst (KLB)          |
| So 06.09., 12:30 Uhr  | FSV Spandauer Kickers (LL)          | 2:0                   | SC Westend 1901 (BL)                   |
| So 06.09., 12:30 Uhr  | NSF Gropiusstadt (KLA)              | 1:2                   | SG Rotation Prenzlauer Berg (KLA)      |
| So 06.09., 12:30 Uhr  | ESV Lok Schöneweide (KLC)           | 0:6                   | Concordia Britz (LL)                   |
| So 06.09., 13:00 Uhr  | SV Sparta Lichtenberg (LL)          | 3:0                   | Wartenberger SV (BL)                   |
| So 06.09., 13:00 Uhr  | BFC Meteor 06 (BL)                  | 5:0                   | SV Blau-Gelb Berlin (BL)               |
| So 06.09., 13:00 Uhr  | Berliner Sport-Club (VL)            | 3:2                   | Berolina Stralau (LL)                  |
| So 06.09., 13:00 Uhr  | CFC Hertha 06 (OL)                  | 06:0 8                | VfB Berlin-Friedrichshain (BL)         |
| So 06.09., 13:30 Uhr  | BFC Dynamo (RL)                     | 7:0                   | Adlershofer BC (LL)                    |
| So 06.09., 13:30 Uhr  | SFC Stern 1900 (VL)                 | 5:3                   | SV Empor Berlin (VL)                   |
| So 06.09., 13:30 Uhr  | Berliner AK 07 (RL)                 | 19:00                 | FC Treptow (KLA)                       |
| So 06.09., 13:30 Uhr  | Blau-Weiß Berolina Mitte (LL)       | 0:2                   | SD Croatia Berlin (VL)                 |
| So 06.09., 13:45 Uhr  | Cimbria Trabzonspor Berlin (KLB)    | 4:8                   | FC Brandenburg 03 (BL)                 |
| So 06.09., 14:00 Uhr  | Füchse Berlin Reinickendorf (VL)    | 4:2                   | VfB Einheit zu Pankow (KLA)            |
| So 06.09., 14:00 Uhr  | SV Stern Britz (BL)                 | 5:3                   | SV Buchholz (BL)                       |
| So 06.09., 14:00 Uhr  | SF Charlottenburg-Wilmersdorf (KLA) | 5:1                   | FC Concordia Wilhelmsruh (LL)          |
| So 06.09., 14:00 Uhr  | Hertha 03 Zehlendorf (OL)           | 26:10                 | WFC Corso 99/Vineta (KLB)              |
| So 06.09., 14:00 Uhr  | BSV Hürtürkel (OL)                  | 1:2                   | SC Borsigwalde 1910 (BL)               |
| So 06.09., 14:00 Uhr  | SV Lichtenberg 47 (OL)              | 3:0 n. V.             | Kickers Hirschgarten (KLB)             |
| So 06.09., 14:00 Uhr  | SC Staaken (VL)                     | 1:0                   | SC Union 06 Berlin (LL)                |
| So 06.09., 14:00 Uhr  | Fortuna Biesdorf (LL)               | 3:2                   | FSV Fortuna Pankow (BL)                |
| So 06.09., 14:00 Uhr  | 1. FC Afrisko (KLB)                 | 3:2 n. V.             | SSV Köpenick-Oberspree (KLA)           |
| So 06.09., 14:00 Uhr  | Blau-Weiß 90 Berlin (LL)            | 2:0 n. V.             | TSV Rudow (VL)                         |
| So 06.09., 14:00 Uhr  | Tasmania Berlin (VL)                | 2:0                   | Friedenauer TSC (LL)                   |
| So 06.09., 14:00 Uhr  | VfB Hermsdorf (VL)                  | 0:2                   | 1. FC Neukölln (LL)                    |
| So 06.09., 14:00 Uhr  | BFC Südring (KLA)                   | 00:6 9                | Mariendorfer SV 06 (LL)                |
| So 06.09., 14:00 Uhr  | SC Charlottenburg (VL)              | 2:1 n. V.             | Grünauer BC (BL)                       |
| So 06.09., 14:00 Uhr  | Blau-Weiß Hohen Neuendorf (LL)      | 2:2 n. V. (5:4 i. E.) | FV Blau-Weiß Spandau (BL)              |
| So 06.09., 14:00 Uhr  | Victoria Friedrichshain (KLA)       | 1:4                   | Rixdorfer SV (KLA)                     |
| So 06.09., 14:00 Uhr  | Frohnauer SC (BL)                   | 1:3                   | FC NORDOST Berlin (BL)                 |
| So 06.09., 14:00 Uhr  | SV Berliner VG 49 (KLA)             | 8:0                   | SC Borussia 1920 Friedrichsfelde (KLB) |
| So 06.09., 14:30 Uhr  | KSF Anadolu-Umutspor (KLA)          | 3:1                   | Schwarz-Weiß Spandau (BL)              |
| So 06.09., 14:30 Uhr  | SpVgg Tiergarten (BL)               | 1:3                   | Sportfreunde Kladow (BL)               |
| So 06.09., 14:45 Uhr  | FC Liria Berlin (BL)                | 2:4                   | Eintracht Mahlsdorf (VL)               |
| So 06.09., 14:45 Uhr  | Berliner SV 1892 (KLA)              | 2:3                   | FC Spandau 06 (BL)                     |
| So 06.09., 15:00 Uhr  | BSV Grün-Weiss Neukölln (BL)        | 4:9 n. V.             | SG Blankenburg (BL)                    |
| So 06.09., 15:00 Uhr  | Nordberliner SC (VL)                | 5:1                   | FK Srbija Berlin (LL)                  |
| So 06.09., 15:00 Uhr  | SC Gatow (LL)                       | 7:0                   | SG Stern Kaulsdorf (BL)                |
| So 06.09., 15:00 Uhr  | 1. FC Wilmersdorf (VL)              | 1:2                   | Sportfreunde Johannisthal (LL)         |
| So 06.09., 15:00 Uhr  | SSC Südwest 1947 (LL)               | 3:0                   | SFC Friedrichshain (KLA)               |
| So 06.09., 15:15 Uhr  | 1. FC Lübars (LL)                   | 2:0 n. V.             | 1. FC Wacker Lankwitz (KLA)            |
| So 06.09., 15:45 Uhr  | BSV Al-Dersimspor (VL)              | 4:3                   | BFC Tur Abdin (BL)                     |
| So 06.09., 16:00 Uhr  | SK Türkyurt (BL)                    | 4:2                   | Club Italia (BL)                       |
| So 06.09., 16:00 Uhr  | Polar Pinguin (KLC)                 | 4:2                   | FC Kreuzberg (KLB)                     |
| So 06.09., 16:00 Uhr  | Spandauer FC Veritas (BL)           | 4:3                   | TSV Lichtenberg (BL)                   |
| Di 0.8.09., 19:00 Uhr | VSG Altglienicke (VL)               | 5:1                   | TSV Helgoland 1897 (BL)                |

### 2. Hauptrunde
An der 2. Hauptrunde nahmen die 64 Sieger der 1. Hauptrunde teil.
Die Auslosung wurde am 11. September 2015 vorgenommen.
| Datum                 |                                    | Ergebnis  |                                     |
| --------------------- | ---------------------------------- | --------- | ----------------------------------- |
| Fr 0.9.10., 19:30 Uhr | Tennis Borussia Berlin (OL)        | 5:0       | FC Internationale Berlin (LL)       |
| Sa 10.10., 14:00 Uhr  | BFC Dynamo (RL)                    | 5:0       | FSV Hansa 07 Berlin (BL)            |
| Sa 10.10., 14:00 Uhr  | Blau-Weiß Mahlsdorf/Waldesruh (BL) | 3:1       | Concordia Wittenau (LL)             |
| Sa 10.10., 14:00 Uhr  | VSG Altglienicke (VL)              | 2:1       | Hilalspor Berlin (BL)               |
| Sa 10.10., 14:00 Uhr  | SV Lichtenberg 47 (OL)             | 15:00     | VfB Sperber Neukölln (KLB)          |
| Sa 10.10., 14:00 Uhr  | SV Berliner VG 49 (KLA)            | 0:4       | DJK Schwarz-Weiß Neukölln (LL)      |
| Sa 10.10., 14:30 Uhr  | Friedrichshagener SV (KLA)         | 4:5       | SSC Südwest 1947 (LL)               |
| So 11.10., 10:45 Uhr  | Lichtenrader BC 25 (KLA)           | 1:3       | Fortuna Biesdorf (LL)               |
| So 11.10., 10:45 Uhr  | FC Spandau 06 (BL)                 | 4:2       | SF Charlottenburg-Wilmersdorf (KLA) |
| So 11.10., 11:30 Uhr  | 1. FC Neukölln (LL)                | 2:5       | Blau-Weiß 90 Berlin (LL)            |
| So 11.10., 12:00 Uhr  | TuS Makkabi Berlin (LL)            | 5:0       | Sportfreunde Kladow (BL)            |
| So 11.10., 12:00 Uhr  | FC Stern Marienfelde (LL)          | 2:1       | Blau-Weiß Hohen Neuendorf (LL)      |
| So 11.10., 12:30 Uhr  | BSC Eintracht/Südring 1931 (BL)    | 1:4       | 1. FC Afrisko (KLB)                 |
| So 11.10., 13:30 Uhr  | 1. FC Lübars (LL)                  | 1:2       | Concordia Britz (LL)                |
| So 11.10., 13:30 Uhr  | Berliner AK 07 (RL)                | 16:00     | NFC Rot-Weiß Berlin (BL)            |
| So 11.10., 13:30 Uhr  | SC Borsigwalde 1910 (BL)           | 0:2       | FC Viktoria 1889 Berlin (RL)        |
| So 11.10., 14:00 Uhr  | Mariendorfer SV 06 (LL)            | 6:3 n. V. | SSC Teutonia 99 (LL)                |
| So 11.10., 14:00 Uhr  | CFC Hertha 06 (OL)                 | 9:1       | FC NORDOST Berlin (BL)              |
| So 11.10., 14:00 Uhr  | SC Staaken (VL)                    | 5:0       | SG Rotation Prenzlauer Berg (KLA)   |
| So 11.10., 14:00 Uhr  | Tasmania Berlin (VL)               | 0:3       | Berliner Sport-Club (VL)            |
| So 11.10., 14:00 Uhr  | SC Gatow (LL)                      | 2:1       | SV Stern Britz (BL)                 |
| So 11.10., 14:00 Uhr  | Hertha 03 Zehlendorf (OL)          | 4:0       | Rixdorfer SV (KLA)                  |
| So 11.10., 14:00 Uhr  | Eintracht Mahlsdorf (VL)           | 0:2       | Nordberliner SC (VL)                |
| So 11.10., 14:15 Uhr  | BSV Al-Dersimspor (VL)             | 6:1       | Füchse Berlin Reinickendorf (VL)    |
| So 11.10., 14:15 Uhr  | SG Blankenburg (BL)                | 2:6       | BFC Meteor 06 (BL)                  |
| So 11.10., 14:15 Uhr  | SV Hürriyet Burgund (KLA)          | 0:3       | BFC Preussen (VL)                   |
| So 11.10., 14:30 Uhr  | SD Croatia Berlin (VL)             | 3:0       | Spandauer FC Veritas (BL)           |
| So 11.10., 14:30 Uhr  | KSF Anadolu-Umutspor (KLA)         | 0:1       | Sportfreunde Johannisthal (LL)      |
| So 11.10., 14:45 Uhr  | FSV Spandauer Kickers (LL)         | 0:3       | SV Sparta Lichtenberg (LL)          |
| So 11.10., 15:00 Uhr  | FC Brandenburg 03 (BL)             | 0:6       | SFC Stern 1900 (VL)                 |
| So 11.10., 16:00 Uhr  | SK Türkyurt (BL)                   | 4:1       | SC Charlottenburg (VL)              |
| So 11.10., 16:00 Uhr  | Polar Pinguin (KLC)                | 4:0       | Borussia Pankow (KLA)               |

### 3. Hauptrunde
An der 3. Hauptrunde nahmen die 32 Sieger der 2. Hauptrunde teil.
Die Auslosung wurde am 15. Oktober 2015 vorgenommen.
| Datum                |                                | Ergebnis  |                                    |
| -------------------- | ------------------------------ | --------- | ---------------------------------- |
| Sa 14.11., 13:00 Uhr | SV Lichtenberg 47 (OL)         | 2:0       | Tennis Borussia Berlin (OL)        |
| Sa 14.11., 14:00 Uhr | Fortuna Biesdorf (LL)          | 0:3       | DJK Schwarz-Weiß Neukölln (LL)     |
| So 15.11., 10:45 Uhr | FC Spandau 06 (BL)             | 4:1       | SFC Stern 1900 (VL)                |
| So 15.11., 12:00 Uhr | TuS Makkabi Berlin (LL)        | 3:1       | Blau-Weiß Mahlsdorf/Waldesruh (BL) |
| So 15.11., 12:00 Uhr | BFC Preussen (VL)              | 9:2 n. V. | SC Gatow (LL)                      |
| So 15.11., 13:00 Uhr | Berliner Sport-Club (VL)       | 6:4 n. V. | Concordia Britz (LL)               |
| So 15.11., 13:00 Uhr | BFC Meteor 06 (BL)             | 0:3       | Berliner AK 07 (RL)                |
| So 15.11., 14:00 Uhr | 1. FC Afrisko (KLB)            | 1:2       | Hertha 03 Zehlendorf (OL)          |
| So 15.11., 14:00 Uhr | Blau-Weiß 90 Berlin (LL)       | 2:0       | SSC Südwest 1947 (LL)              |
| So 15.11., 14:00 Uhr | BFC Dynamo (RL)                | 3:1       | CFC Hertha 06 (OL) 10              |
| So 15.11., 14:30 Uhr | SD Croatia Berlin (VL)         | 4:6 n. V. | FC Viktoria 1889 Berlin (RL)       |
| So 15.11., 14:30 Uhr | Sportfreunde Johannisthal (LL) | 2:3       | VSG Altglienicke (VL)              |
| So 15.11., 14:40 Uhr | FC Stern Marienfelde (LL)      | 6:2       | BSV Al-Dersimspor (VL)             |
| So 15.11., 15:00 Uhr | Nordberliner SC (VL)           | 0:3       | Mariendorfer SV 06 (LL)            |
| So 15.11., 16:00 Uhr | Polar Pinguin (KLC)            | 1:3 n. V. | SV Sparta Lichtenberg (LL)         |
| So 15.11., 16:00 Uhr | SK Türkyurt (BL)               | 1:4       | SC Staaken (VL)                    |

### Achtelfinale
Am Achtelfinale nahmen die 16 Sieger der 3. Hauptrunde teil.
Die Auslosung wurde am 22. Januar 2016 vorgenommen.
| Datum                 |                           | Ergebnis              |                                |
| --------------------- | ------------------------- | --------------------- | ------------------------------ |
| Sa 06.02., 13:00 Uhr  | SV Lichtenberg 47 (OL)    | 4:1                   | SV Sparta Lichtenberg (LL)     |
| So 07.02., 12:00 Uhr  | TuS Makkabi Berlin (LL)   | 3:2                   | DJK Schwarz-Weiß Neukölln (LL) |
| So 07.02., 12:00 Uhr  | BFC Preussen (VL)         | 3:1                   | FC Stern Marienfelde (LL)      |
| So 07.02., 13:15 Uhr  | Mariendorfer SV 06 (LL)   | 2:2 n. V. (4:2 i. E.) | Berliner Sport-Club (VL)       |
| So 07.02., 14:45 Uhr  | SC Staaken (VL)           | 4:2                   | Blau-Weiß 90 Berlin (LL)       |
| Di 0.9.02., 19:00 Uhr | BFC Dynamo (RL)           | 5:0                   | FC Spandau 06 (BL)             |
| Mi .10.02., 19:00 Uhr | Hertha 03 Zehlendorf (OL) | 1:0                   | Berliner AK 07 (RL)            |
| Mi .17.02., 19:00 Uhr | VSG Altglienicke (VL)     | 4:2 n. V.             | FC Viktoria 1889 Berlin (RL)   |

### Viertelfinale
Am Viertelfinale nahmen die acht Sieger aus dem Achtelfinale teil.
Die Auslosung wurde am 12. Februar 2016 vorgenommen.
| Datum                 |                         | Ergebnis              |                           |
| --------------------- | ----------------------- | --------------------- | ------------------------- |
| Mi 0.9.03., 19:00 Uhr | VSG Altglienicke (VL)   | 0:1                   | SV Lichtenberg 47 (OL)    |
| Mi 0.9.03., 19:00 Uhr | TuS Makkabi Berlin (LL) | 3:2                   | Mariendorfer SV 06 (LL)   |
| Mi 0.9.03., 19:00 Uhr | BFC Preussen (VL)       | 1:1 n. V. (2:1 i. E.) | Hertha 03 Zehlendorf (OL) |
| Mi 0.9.03., 19:00 Uhr | SC Staaken (VL)         | 0:0 n. V. (4:1 i. E.) | BFC Dynamo (RL)           |

### Halbfinale
Am Halbfinale nahmen die vier Sieger aus dem Viertelfinale teil.
Die Auslosung wurde am 11. März 2016 vorgenommen.
| Datum                |                        | Ergebnis  |                         |
| -------------------- | ---------------------- | --------- | ----------------------- |
| Sa 26.03., 14:00 Uhr | SV Lichtenberg 47 (OL) | 2:1       | TuS Makkabi Berlin (LL) |
| Mo 28.03., 14:00 Uhr | BFC Preussen (VL)      | 3:2 n. V. | SC Staaken (VL)         |

### Finale
| SV Lichtenberg 47                                                              | SV Lichtenberg 47 | BFC Preussen | BFC Preussen |
| ------------------------------------------------------------------------------ | --- | --- | ------------ |
| SV Lichtenberg 47                                                              | \| Samstag, 28. Mai 2016 um 17:00 Uhr in Berlin (Friedrich-Ludwig-Jahn-Sportpark) \| \| Ergebnis: 0:1 (0:1) \| \| Zuschauer: 3.874 \| \| Schiedsrichter: Jacob Pawlowski \|                                                                                   | \| Samstag, 28. Mai 2016 um 17:00 Uhr in Berlin (Friedrich-Ludwig-Jahn-Sportpark) \| \| Ergebnis: 0:1 (0:1) \| \| Zuschauer: 3.874 \| \| Schiedsrichter: Jacob Pawlowski \|                                                                                 | BFC Preussen |
| SV Lichtenberg 47                                                              | Danny Kempter – Daniel Wahl (69. Julian Loder), Domenique Runge, Sebastian Reiniger , Björn Bandermann (57. Philip Einsiedel) – Gelicio Banze, Kiminu Mayoungou – Emre Yildirim, Christian Gawe, Philipp Grüneberg – Thomas Brechler Cheftrainer: Uwe Lehmann | Mateusz Mika – Marcel Berner, Damir Coric, Ante Zore, Christian Jacobeit – Gökhan Aslan, Okan Isik – Joshua Lang (77. Nicklas Horn), Can Akgün (80. Niklas Neugebauer) – Rommel Abou-Chaker (51. Burak Aktas), René Robben Cheftrainer: Andreas Mittelstädt | BFC Preussen |
| SV Lichtenberg 47                                                              | 0:1 René Robben (19.) | | BFC Preussen |
| SV Lichtenberg 47                                                              | Daniel Wahl, Julian Loder | Okan Isik, Ante Zore | BFC Preussen |
| Samstag, 28. Mai 2016 um 17:00 Uhr in Berlin (Friedrich-Ludwig-Jahn-Sportpark) | | |              |
| Ergebnis: 0:1 (0:1)                                                            | | |              |
| Zuschauer: 3.874                                                               | | |              |
| Schiedsrichter: Jacob Pawlowski                                                | | |              |

## Der Landespokalsieger im DFB-Pokal 2016/17
| Datum                      |                   | Ergebnis  |                | Runde         |
| -------------------------- | ----------------- | --------- | -------------- | ------------- |
| Sa., 20.08.2016, 15:30 Uhr | BFC Preussen (VI) | 0:7 (0:2) | 1. FC Köln (I) | 1. Hauptrunde |